# Кузьмін Василь Федорович
Василь Федорович Кузьмін (1907-1943) — баштовий стрілок танка 183-ї танкової бригади 10-го танкового корпусу 40-ї армії Воронезького фронту, сержант, Герой Радянського Союзу.

## Біографія
Народився у 1907 році в місті Стерлітамак в родині робітника.
Освіта неповна середня. Працював на станції «Уфа» бригадиром поїзда, на будівництві Крекінгзаводу, табельником 2-ї ділянки Уфимського нафтопереробного заводу. З 1940 року працював у місті Баку.
Воював на фронтах Другої світової війни з 1941 року. Сержант Кузьмін В.Ф. відзначився 24 вересня 1943 року при форсуванні річки Дніпро.
В одному з боїв 12 жовтня 1943 року відважний танкіст поліг смертю хоробрих. Похований у селищі Ржищів Кагарлицького району Київської області.

## Подвиг
«Учасник Великої Вітчизняної війни з 1941. Баштовий стрілок танка 183-ї танкової бригади (10-й танковий корпус, 40-а армія, Воронезький фронт) сержант Кузьмін у складі екіпажу 24 вересня 1943 року подолав річку Дніпро біля хутора Монастирок (нині селище Ржищів Кагарлицького району Київської області України). У боях на плацдармі знищив кілька вогневих точок і багато живої сили ворога».
Указом Президії Верховної Ради СРСР від 23 жовтня 1943 року за зразкове виконання завдань командування і проявлені мужність і героїзм у боях з німецько-фашистськими загарбниками» сержантові Кузьміну Василю Федоровичу посмертно присвоєно звання Героя Радянського Союзу.

## Пам'ять
На будівлі середньої школи № 18 м. Стерлітамака встановлена меморіальна дошка з барельєфом Героя.
9 травня 2005 року в сквері імені Г.К. Жукова міста Стерлітамака відбулося урочисте відкриття погруддя Героя Радянського Союзу В.Ф. Кузьміна.
Вулиця імені Героя Радянського Союзу Василя Федоровича Кузьміна знаходиться мікрорайоні «Сонячний» міста Стерлітамака .

## Нагороди
- Медаль «Золота Зірка» Героя Радянського Союзу (23.10.1943).
- Орден Леніна.
- Медаль «За відвагу» (10.10.1943).